# Varmestue
En varmestue er et værested og fristed for socialt udsatte mennesker, der er hjemløse eller har sociale eller psykiske problemer. Bl.a. Kirkens Korshær driver varmestuer, der også har folkekøkken og yder hjælp til praktiske forhold samt specifik rådgivning. Brugerne kan her uforpligtende møde ligestillede til snak og samvær. Personalet er lønnet og uddannet til at varetage dagligdagen. Mange varmestuer har også frivillige som er ulønnede.
 Der er for få eller ingen kildehenvisninger i denne artikel, hvilket er et problem. Du kan hjælpe ved at angive troværdige kilder til de påstande, som fremføres i artiklen.

| Socialt arbejde | Spire Denne artikel om socialt arbejde er en spire som bør udbygges. Du er velkommen til at hjælpe Wikipedia ved at udvide den. |